# حفظ ایمان
حفظ ایمان (انگلیسی: Keeping the Faith) فیلمی آمریکایی در سبک کمدی رمانتیک به نویسندگی استوارت بلامبرگ و کارگردانی ادوارد نورتون است که در سال ۲۰۰۰ منتشر شد. حفظ ایمان نخستین فیلمی است که نورتون کارگردانی کرده و به مادر مرحوم وی، رابین، تقدیم شده است. بودجه این فیلم ۲۹ میلیون دلار بود.

## بازیگران
- بن استیلر
- جنا الفمن
- ایلای والاک
- آن بنکرافت
- ادوارد نورتون
- میلوش فورمن
- لیسا ادلستین
- ران ریفکین
- رینا سافر
- کن لئونگ
- هالند تیلور
- برایان جرج
- کاترین لوید برنس
- سوزی اسمن